# Haber Global
Haber Global ist ein türkischer privater Nachrichtensender der Global Media A.Ş. mit Sitz in Istanbul.

## Gründung und Organisation
Haber Global ist ein Nachrichtensender der Global Media A.Ş. Die Ausstrahlung begann am 24. September 2018.
Die Global Media A.Ş hatte im Mai 2018 beim Radio- und Fernsehraufsichtsrats (RTÜK) eine Genehmigung für den Namen TR24 beantragt. Nachdem diese Genehmigung jedoch abgelehnt worden war, stellte das Unternehmen im Juli 2018 einen Antrag für den Namen „Haber Global“. Dieser Antrag wurde schließlich akzeptiert und der Sender begann unter dem Namen „Haber Global“ zu senden. Haber Global ist mittlerweile einer der bedeutenden Nachrichtensender in der Türkei.

## Programm
- Türkiye'de Sabah – Emre Buga ve Elif Özkul
- Yeni Gün – Mine Sarı
- Mesele – Hilal Özdemir
- Gündem –  Sultan Arınır
- Günün Nabzı ve Kayıt Altında – Saynur Tezel
- Ana Haber ve Neden – Salih Nayman
- Hafta Sonu Ana Haber ve Sıra Dışı Gündem – Dilara Sayan
- Gece Ajansı – Sümeyye Yılancı
- Poster –  Narmin Balayeva
- Ekonomi Haberleri – Murat Üzel ve İlke Canpolat

## Sonstiges
Die beiden Geschäftsführer von Haber Global Elnur Abdullayev und Mammad Gulmammadov sind bekannt für ihre politische nähe zum aserbaidschanischen Präsidenten İlham Əliyev. Haber Global berichtet regelmäßig über Aserbaidschan und die Beziehungen zwischen der Türkei und Aserbaidschan.